# Шпортфройнде (Зіген)
«Шпортфройнде» Зіген (нім. Sportfreunde Siegen) — німецький футбольний клуб з міста Зіген, земля Північний Рейн-Вестфалія. Домашні матчі команда проводить на стадіоні «Леймбахштадіон» місткістю 19,4 тис. глядачів. Клуб з багатою історією, в даний час «Шпортфройнде» виступає в одному з нижчих дивізіонів німецького футболу.

## Історія
Клуб заснований в 1899 році як футбольне відділення гімнастичного клубу Turn Verein Jahn von 1879 Siegen. У 1923 році відбулося злиття з Sportverein 07 Siegen, після якого команда стала самостійним футбольним клубом і отримала назву Sportfreunde Siegen von 1899 e.V..
Клуб завоював кілька місцевих титулів у 1900-ті роки і впевнено йшов до успіху у 1920-х, коли команда виграла кілька південнонімецьких титулів. Незважаючи на хороші результати, команда не змогла кваліфікуватися в перший дивізіон під час реорганізації німецького футболу в шістнадцять Гауліг у часи правління Третього рейху в 1933 році.
Наступна поява клубу на високому рівні німецького футболу відбулося у Другій Оберлізі «Захід» (тодішній другий рівень системи німецьких футбольних ліг) в 1961 році.
Після створення Бундесліги в 1963 році «Зіген» грав у другому дивізіоні Регіональної ліги «Захід» протягом року, після чого опустились вниз, в Аматорську лігу «Вестфалія».
У середині 1980-х років клуб впав навіть ще нижче — в Фербандслігу «Вестфалія-Південний Захід» (четвертий рівень системи німецьких ліг) і провів наступні одинадцять сезонів на цьому дивізіоні.
«Шпортфройнде Зіген» відновився і повернувся в третій дивізіон в 1997 році, вже після об'єднання Східної і Західної футбольних систем Німеччини. Після двох поспіль сезонів на шістнадцятому місці — включаючи історію з вильотом в більш нижчу лігу, коли тільки заяви клубів «Вальдгоф» і «Ройтлінген» про свою фінансову неспроможність і відкликання у них ліцензій — клуб несподівано завершив черговий сезон (2006) на другому місці і піднявся у Другу Бундеслігу. Втім там сезон 2006/07 вони закінчили на вісімнадцятому місці і вилетіли назад. Незважаючи на одинадцяте місце в Регіональній лізі «Південь», клуб змушений був серйозно понизитись у класі з фінансових причин і сезон 2008/09 розпочав у Оберлізі, п'ятому за рівнем дивізіоні країни.
Сезон 2011/12 клуб завершив на 2 місці, вийшовши до Регіоналліги, але повернувшись до Оберліги (5-й рівень системи німецьких футбольних ліг) у 2015 році

## Відомі тренери
- Герд фон Брух (1986—1987)
- Інго Петер (1994—2003)
- Міхаель Файхтенбайнер (2003—2004)
- Герхард Нолль (2004)
- Ральф Лоозе (2004—2005)
- Ян Кочан (2005—2006)
- Уве Гельмес (2006)
- Ганнес Бонгартц (2006)
- Ладіслав Біро (2006)
- Ральф Лоозе (2006—2007)
- Марк Фашер (2007—2008)
- Петер Немет (2008—2009)
- Тео Бреннер (2009)

## Жіноча команда
У 1996 році жіноча команда «Зіген» увійшла до структури «Шпортфройнде». На той час ця команда була найуспішнішою командою Бундесліги. Втім у новому форматі результати значно погіршились і команді було відмовлено у ліцензії на сезон Бундесліги 2001/02, після чого вона стала виступати у нижчих дивізіонах.